# Richard Doviak
Richard James Doviak est un ingénieur et professeur universitaire américain, pionnier du radar météorologique. Il a travaillé pour la National Oceanic and Atmospheric Administration au National Severe Storms Laboratory à développer le réseau de radars NEXRAD utilisant la réflectivité, l'effet Doppler et la double polarisation pour détecter les précipitations et leur mouvement dans les nuages. Il est aussi le co-auteur avec Dusan S. Zrnic du livre de référence « Doppler Radar and Weather Observations » à propos du radar météorologique moderne et de son usage. Richard Doviak était à fine la pointe de la transformation de la météorologie grâce à son travail.

## Biographie
Richard est né le 24 décembre 1933 de John et Victoria Doviak. Il a grandi au New Jersey où il a étudié jusqu'au niveau secondaire. Il a ensuite fréquenté l'université Fairleigh-Dickinson, du même État, avant de poursuivre à l'Institut polytechnique Rensselaer de l'État de New York et obtenu son baccalauréat en 1956,. Grâce à une bourse, il a ensuite fait une maîtrise puis un doctorat en génie électrique à l'Université de Pennsylvanie (UoP), obtenu en 1963,.
Doviak a ensuite été professeur adjoint de théorie électromagnétique, propagation des ondes et diffusion dans les médias turbulents à l'UoP de 1963 à 1971. Il a également été chercheur principal au Valley Forge Research Center à partir de 1967, menant des expériences sur la mesure la diffusion avant et de la rétrodiffusion des ondes électromagnétiques dans la troposphère sans nuages. 
Il a déménagé en Oklahoma en 1972 pour diriger le programme de radars météorologiques au National Severe Storms Laboratory (NSSL) de Norman (Oklahoma). Il y a dirigé le projet de radar météorologique Doppler de 1971 à 1987 qui a mené au développement du réseau NEXRAD, couvrant depuis 1990 tous les États-Unis, et qui est un outil essentiel de la détection des phénomènes météorologique dangereux,. Selon Doviak, son équipe a probablement développé le tout premier affichage radar de vitesse Doppler en temps réel pour un radar météorologique en 1972.
Doviak a ensuite participé au développement du radar météorologique polarimétrique qu'il considérait comme l'avancée la plus significative dans son domaine au cours de son séjour au NSSL. Cette technologie ajoutée durant les années 2010 au NEXRAD fournit aux prévisionnistes du National Weather Service une mesure de la taille et de la forme des précipitations et des cibles comme la grêle. Bien qu'il ait poursuivi son association avec le NSSL, il est devenu professeur affilié de l'école de génie électrique et informatique et de l'école de météorologie de l'Université de l'Oklahoma.
Il n'a jamais pris sa retraite mais a continué à rédiger des articles, à prendre la parole lors de conférences à travers le monde et à conseiller des générations de météorologues à l'Université d'Oklahoma. Ainsi, peu avant son décès, Doviak a terminé un projet avec des scientifiques de Hong Kong qui étudiaient la détection de la foudre. Il est décédé d'un cancer le 12 mars 2021 à l'âge de 87 ans,. Ses obsèques ont eu lieu à la paroisse catholique Saint-Thomas More de Norman (Oklahoma).

## Publications
Il  a publié comme auteur ou co-auteur de nombreux articles scientifiques publiés dans plus de 20 revues couvrant ses intérêts dans les domaines des géosciences, de l'ingénierie, de la physique et de la météorologie. Son livre le plus connu est « Doppler Radar and Weather Observations. », co-écrit avec Dusan S. Zrnic, qui est devenu une référence dans le domaine. Il a été rédacteur invité pour un numéro spécial des Transactions IEEE sur la géoscience et la télédétection (TGRS) en 1979, sur le thème de la météorologie radar; rédacteur adjoint du Journal of Atmospheric and Oceanic Technology de l'AMS de 1984 à 1988 et de Applied Meteorology de 1977 à 1980 et finalement rédacteur en chef du TGRS de 1988 à 1991.

## Reconnaissance et affiliations
Le docteur Doviak était membre de l'American Meteorological Society (AMS) et de la Cooperative Institute for Mesoscale Meteorological Studies (CIMMS) de l'Université de l'Oklahoma. Il a été élu Fellow de l'Institute of Electrical and Electronics Engineers (IEEE) en 1988 et de l'AMS en 1999.
Il a reçu les récompenses suivantes, :
- 1980 et 1982 Prix pour publications scientifiques exceptionnelles de la NOAA ;
- 1981 Prix de la NASA pour la réalisation de son groupe sur le lidar Doppler ;
- 1988 Prix Harry Diamond Memorial de l'IEEE pour sa contribution exceptionnelle au service public ;
- 1993 Prix Geoscience and Remote Sensing Society Outstanding Service Award ;
- 2014 Prix pour une carrière remarquable de la NOAA pour le développement du radar météorologique et l'interprétation de ses données ;
- 2016 Prix pour la télédétection de l'AMS « pour ses contributions fondamentales à la science et à la technologie des radars météorologiques, avec des applications à l'observation des tempêtes violentes et des vents troposphériques ».

Il a également remporté une médaille d'or aux Jeux olympiques seniors de l'Oklahoma en cyclisme.